# William Pullen (Schauspieler)
William Augustus Pullen (Bill Pullen, * 11. November 1917 in Seattle, Washington; † 8. Dezember 2008 in Barstow, Kalifornien) war ein US-amerikanischer Schauspieler und Lehrer.

## Leben
Pullen verließ als Teenager seine Heimatstadt und arbeitete etliche Jahre auf Dampfschiffen, die die Route Seattle – Shanghai befuhren, wobei er auch Mandarin erlernte. Im Zweiten Weltkrieg war er so auch als Unterrichtender für Chinesisch in Roswell (New Mexico) stationiert. Eine Schauspielausbildung folgte; er trat auf der Bühne und im Film, in Werbespots und in Fernsehserien-Episoden auf. Etwa 40 Rollen spielte Pullen von 1949 bis 1963, dann zog er sich aus dem Geschäft zurück und lebte als Lehrer in Barstow, Kalifornien. Bis 1987 unterrichtete er am Barstow Community College und verbrachte seine Lebensjahre ab 1992 in Hawaii.

## Filmografie (Auswahl)
- 1949: Ich war eine männliche Kriegsbraut (I Was a Male War Bride)
- 1949: Wenn meine Frau das wüßte (Everybody Does It)
- 1950: Alles über Eva (All About Eve)
- 1952: Die Geliebte des Korsaren (Caribbean)
- 1953: Gefährliches Blut (The Lawless Breed)
- 1953: Im Tal des Verderbens (War Paint)
- 1954: Ritt mit dem Teufel (Ride Clear of Diablo)
- 1957: Im wilden Westen (Episode The last letter) (Fernsehserie, 1 Folge)
- 1959: Bronco (Episode The Baron of Broken Lance) (Fernsehserie, 1 Folge)
- 1963: Heute Abend Dick Powell (Fernsehserie, 2 Episoden)